# Leptogomphus intermedius
Leptogomphus intermedius là loài chuồn chuồn trong họ Gomphidae. Loài này được Chao mô tả khoa học đầu tiên năm 1982.